# Dodoši
Dodoši är en ort i Montenegro. Den ligger i den södra delen av landet, 16 km sydväst om huvudstaden Podgorica. Dodoši ligger 16 meter över havet och antalet invånare är 112.
Terrängen runt Dodoši är kuperad åt nordväst, men åt sydost är den platt. Runt Dodoši är det ganska glesbefolkat, med 48 invånare per kvadratkilometer. Närmaste större samhälle är Podgorica, 16,2 km nordost om Dodoši. I omgivningarna runt Dodoši växer i huvudsak blandskog.